# Micromerys gracilis
Micromerys gracilis is een spinnensoort uit de familie trilspinnen (Pholcidae). De soort komt voor in het Noordelijk Territorium en Queensland en is de typesoort van het geslacht Micromerys.